# Obaga de la Coma
L'Obaga de la Coma és una extensa obaga del terme municipal de Conca de Dalt, a l'antic terme d'Hortoneda de la Conca, al Pallars Jussà, en territori que havia estat de la caseria dels Masos de la Coma.
Es troba al sector nord-occidental del terme, prop dels límits amb el Pallars Sobirà i l'Alt Urgell. És entre la Serra del Pi, que queda a ponent, i el Serrat de la Capella, que és a llevant. Queda emmarcada tant al nord com al sud pel paratge de Sant Andreu. Més a llevant, tota la zona obaga del sud de la Coma d'Orient rep també aquest nom.